# Gråbukig snårtimalia
Gråbukig snårtimalia (Spelaeornis reptatus) är en liten asiatisk fågel i familjen timalior.

## Utseende och läte
Gråbukig snårtimalia är en mycket liten timalia med en kroppslängd på 10 cm, med olivbrun ovansida och på undersidan fläckad i gråvitt och beige. Den skiljer sig från nagasnårtimalian genom gråare och mer kraftigt tecknad undersida och tydligare mörka fjäll på ovansidan. Honan är mer beige- och brunfärgad undertill. Lätet består av en upprepad, accelererande drill.

## Utbredning och systematik
Fågeln förekommer i allra nordöstligaste Indien i östra Arunachal Pradesh, i norra och östra Myanmar, södra Kina (nordvästra och västra Yunnan) samt i västra Thailand (Doi Kejala i Umphang Wildlife Sanctuary). Den behandlas som monotypisk, det vill säga att den inte delas in i några underarter. Tidigare ansågs den utgöra en del av Spelaeornis chocolatinus men urskiljs numera allmänt som egen art.

## Levnadssätt
Gråbukig snårtimalia hittas i tät undervegetation i städsegrön skog liksom i fuktiga och frodiga raviner. Den födosöker nära marken på jakt efter små ryggradslösa djur. Arten häckar mellan april och juni i Myanmar och Kina.

## Status och hot
Arten har ett stort utbredningsområde, en stabil populationsutveckling och tros inte vara utsatt för något substantiellt hot. Utifrån dessa kriterier kategoriserar internationella naturvårdsunionen IUCN arten som livskraftig (LC).